# Oxyde d'iridium(IV)
Pour les articles homonymes, voir Oxyde d'iridium.
L'oxyde d'iridium(IV) ou dioxyde d'iridium est le composé chimique de formule IrO2. Il cristallise dans la structure du rutile, avec des atomes d'oxygène en coordinence six et des atomes d'iridium coordinence trois.
Il est utilisé avec d'autres oxydes rares dans le revêtement d'anodes pour l'électrolyse industrielle et dans des microélectrodes (en) utilisées pour la recherche en électrophysiologie.
Il peut être obtenu par oxydation de noir d'iridium, une poudre très fine d'iridium métallique